# Walther Schreiber

Walther Schreiber

Walther Carl Rudolf Schreiber, född 1884, död 1958, tysk politiker. Han var medlem i DDP och senare CDU. 1926-1932 var han preussisk handelsminister. Han var regerande borgmästare i Västberlin 1953-1955.
Schreiber besökte gymnasiet i Weimar och studerade juridik och statskunskap i München, Halle an der Saale, Berlin och Grenoble. Han arbetade sedan som notarie och advokat i Halle an der Saale. 1919 blev han invald i Preussens lantdag för Deutsche Demokratische Partei. Efter andra världskriget blev han medlem och medgrundare av CDU i Berlin. Han blev regerande borgmästare i Västberlin 1953 sedan Ernst Reuter avlidit. Schreiber efterträddes som regerande borgmästare av Otto Suhr (SPD)
Walther-Schreiber-Platz på gränsen mellan Steglitz och Friedenau fick 1958 sitt namn efter Schreiber.